# پدروی چهارم، پادشاه آراگون
پدروی چهارم از ۱۳۳۶ تا ۱۳۸۷ میلادی پادشاه آراگون و ساردنی و با عنوان پدروی یکم پادشاه کرس، و با عنوان پدروی دوم پادشاه والنسیا و همچنین کنت بارسلون بود. در ۱۳۴۴ میلادی او با برکناری شوهر خواهرش خایمه سوم، عنوان پادشاه مایورکا را نیز به دست آورد. در ۱۳۸۱ میلادی او دوک‌نشین‌های آتن و نئوپاتریا را نیز در یونان از آنِ خود کرد.